# Adel Mahamoud
Adel Azhardine Mahamoud (* 4. Februar 2003 in Juvisy-sur-Orge) ist ein komorisch-französischer Fußballspieler, der aktuell beim FC Nantes in der Ligue 1 spielt und komorischer Nationalspieler ist.

## Karriere

### Verein
Mahamoud spielte bis 2016 bei der ES Viry-Châtillon in der Jugend. Anschließend wechselte er zum FC Nantes in die Jugendakademie. Mit der U17-Mannschaft gewann er 2018/19 die französische Meisterschaft. In der Saison 2021/22 gewann er schließlich mit dem Jahrgang 2003 auch die U19-Meisterschaft, kam aber auch schon zu Einsätzen für das viertklassige Zweitteam. Auch in der Spielzeit 2022/23 spielte er dort einige Spiele, schoss in der UEFA Youth League jedoch auch noch drei Tore in vier Spielen. Am 28. Januar 2024 (19. Spieltag) debütierte er bei einem 0:0-Unentschieden gegen Stade Reims für die Profimannschaft in der Ligue 1.

### Nationalmannschaft
Von Juni 2021 bis Juni 2022 spielte Mahamoud dreimal für das komorische U20-Nationalteam, schoss dabei vier Tore und nahm unter anderem am Maurice-Revello-Turnier teil.
Am 22. September 2022 debütierte er in einem Freundschaftsspiel gegen Tunesien bei einer 0:1-Niederlage für die A-Nationalmannschaft der Komoren. Seitdem kommt er sehr sporadisch zu Länderspielen.

## Erfolge
Jugend
- Französischer B-Junioren-Meister: 2019
- Französischer A-Junioren-Meister: 2022